# Extrawurst

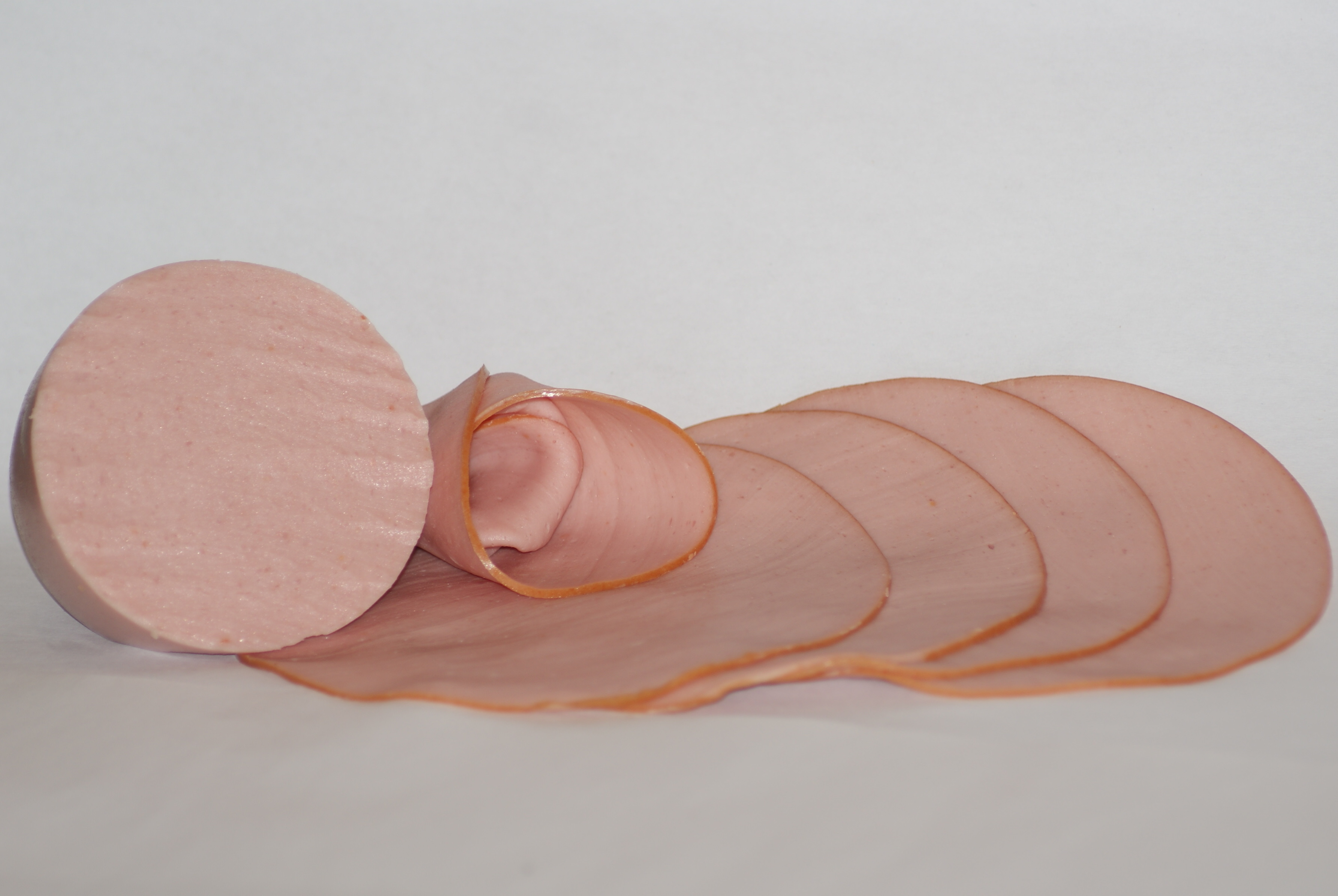
Extrawurst in der Stange und geräucherte Extrawurst aufgeschnitten

Extrawurst ist eine österreichische Brühwurstsorte. Sie wird aus Rind- und Schweinefleisch unter Beigabe von Speck, Knoblauch und Gewürzen hergestellt. Bei dem Begriff handelt es sich zudem um eine Redensart (Abschnitt unten).

## Geschichte und Namensherkunft
Die Wurstsorte gibt es mindestens seit Beginn des 19. Jahrhunderts, und sie wurde in der Rezeptur fortwährend verändert. Sowohl historisch als auch regional gibt es Unterschiede im Verhältnis der Zutaten, der Beschaffenheit, der Würzung und der Zubereitung. So deuten einige Schriften des 19. Jahrhunderts an, dass die Bezeichnung Extrawurst für Preßburger Wurst gebräuchlich war (auch Pressburger Extrawurst) und dass die Bezeichnung Extrawurst wohl aus Kalkül aufkam, was auch während der Weltausstellung in Wien im Jahr 1873 beklagt wurde.

## Sorten und Varianten
Die Wurst unterscheidet sich je nach Hersteller in verschiedenen Merkmalen, die in unterschiedlichen Zusammenstellungen kombiniert werden:
- Umrötung durch das Pökeln mit Salpeter oder Nitritpökelsalz und damit verbundenes Trocknen für einige Stunden
- Räuchern vor dem Brühen erfolgte vor allem in der Vergangenheit, die moderne Zubereitung besteht meist ausschließlich aus dem Brühen in Wasserdampf
- unterschiedliche Qualität der verwendeten Fleischstücke
- unterschiedliche Mischungsverhältnisse von Rindfleisch und Schweinefleisch
- unterschiedliche Mischungsverhältnisse durch die Auswahl von Muskelfleisch oder Speck vom Schwein
- typische Gewürze sind: Weißer Pfeffer, Muskatnuss, Muskatblüte, Senfsaat, Paprikapulver, Knoblauch, Ingwer und seltener Piment

Im Österreichischen Lebensmittelbuch wird die Extrawurst als Brühwurst bzw. genauer Brätwurst der Sorte 1b oder 2 beschrieben.
- Sorte 1b: Feine Extrawurst besteht aus 45 Teilen Rindfleisch I und Schweinefleisch I (was Muskelfleisch in hoher Qualität bedeutet), 23 Teilen Speck II und 32 Teilen Wasser, das produktionsbedingt meist als Eisschnee dem Brät beim Zerkleinern zugegeben wird. Dieser Masse wird 1 Teil Kartoffelstärke zur Bindung hinzugefügt.
- Sorte 2: Extrawurst im Kranz (nach dem verwendeten Kranzdarm bezeichnet) wird in zwei Formen abgefüllt, als runder Wurstkranz gebunden oder als gerade Form. Diese nennt man auch Extrawurst in Stangen; diese haben ein Gewicht von ca. 900 Gramm und einen Durchmesser von maximal 70 mm. Die Zusammensetzung unterscheidet sich von Sorte 1b in mehreren Punkten: 49 Teile Rindfleisch II und Schweinefleisch II, 18 Teile Speck II und 33 Teile Wasser. Eine Zugabe von 2 Teilen Kartoffelstärke ist hierfür zulässig.

Zusätzlich gibt es mehrere Varianten der Brätwürste, die sich nur sehr gering von Extrawürsten unterscheiden:
- Pikantwurst: Sorte 1b mit fein gehacktem roten und grünen Gemüsepaprika.
- Pariser Wurst: Sorte 1b mit höherem Anteil an Muskelfleisch I und weniger Speck, die in dickeren Därmen abgefüllt wird
- Pariser spezial: Sorte 1a, die aus 50 Teilen Muskelfleisch und weniger Wasser besteht
- Knackwurst, auch Knacker: Sorte 2, die in Portionen zu 120–150 Gramm abgefüllt wird
- Augsburger, eine Variante der Knackwurst, die ungeräuchert und ungerötet ist. Sie ist für das Braten, Grillen oder Backen im Ofen bestimmt.
- Schübling, eine Variante der Knackwurst in Vorarlberg, die aus Fleisch einfacher Qualität ohne Zugabe von Stärke hergestellt wird

## Zubereitung
Die Wurst wird allgemein als Brotbelag, Imbiss oder Teil von Speisen verzehrt. Einige Gerichte sind dabei besonders verbreitet:
- Saure Extrawurst mit Zwiebeln
- Extrawurstsemmel
- Wurstsalat
- Extrawurst im Naturdarm wird in Scheiben (Wurstradl) geschnitten und gebraten. Wegen des Effekts, dass sich dabei die Ränder wölben, wird das Gericht als Wurstschüsserl bezeichnet.

## Redewendung
In Österreich wird der Begriff Extrawurst auch, in Deutschland und der Schweiz fast ausschließlich im übertragenen Sinne benutzt. Man sagt, jemand wolle eine solche gebraten haben, wenn er Sonderwünsche hat oder eine Bevorzugung will. Insbesondere wird Derartiges mit dem Hinweis verweigert, dass es „keine Extrawürste“ gebe. Der redensartliche Gebrauch ist bereits 1814 für Wien bezeugt.